# Simutrans

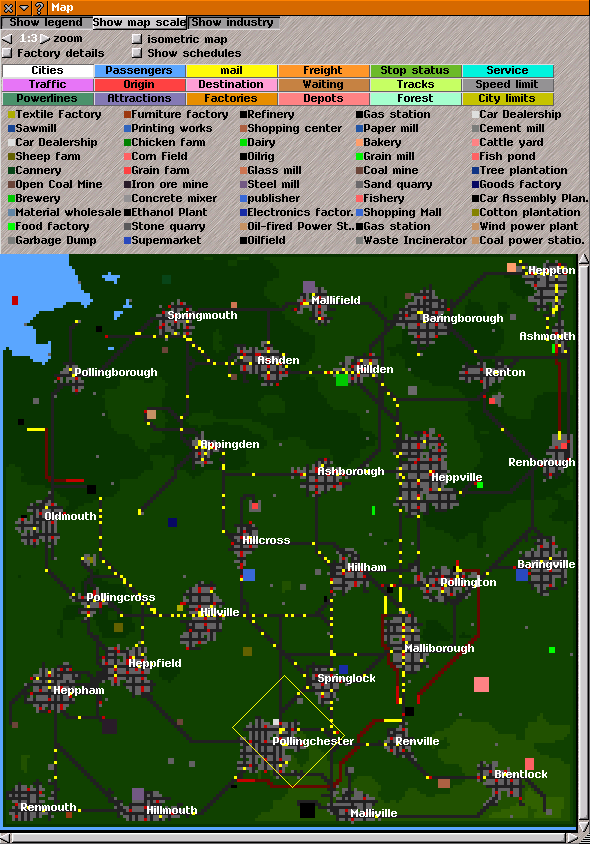
Карта Simutrans 101

Simutrans — кроссплатформенная компьютерная игра с открытым исходным кодом, в которой главной задачей игрока является построение успешной транспортной системы для транспортировки грузов, почты и пассажиров между различными пунктами. Наряду с OpenTTD Simutrans является ремейком Transport Tycoon. Первоначальная версия игры была написана Ханйоргом Малтанером (нем. Hansjörg Malthaner), а сейчас игра поддерживается и развивается небольшим сообществом, которое исправляет ошибки и добавляет в игру новые возможности.
Игра Simutrans бесплатно доступна для операционных систем Microsoft Windows, Linux, BeOS, Mac OS, Android. Игра переведена на множество языков, включая русский.

## Обзор и функции
Основной целью игры Simutrans является обеспечение эффективной транспортной системы для перевозки пассажиров, грузов и почты из пункта отправления в пункт назначения как можно быстрее и с минимальным количеством транспорта в цепочке. Необходимо постоянно развивать свою компанию и не допустить её банкротства.
В Simutrans имеется ряд производственных цепочек, которые соединены с другими цепочками. Например, угольная шахта производит уголь для угольных электростанций, а нефтяная вышка производит нефть для нефтяных электростанций. Поставки электроэнергии позволяют увеличить производство. Пассажиры могут путешествовать между различными городами и туристическими достопримечательностями, пересаживаясь при этом с одного вида транспорта на другой.
В настоящее время в Simutrans может быть до 6 компьютерных соперников. Местность в Simutrans свободно изменяемая. В игре происходит смена дня и ночи, а также смена времён года. В Simutrans существуют практически все виды транспорта: автобусы, грузовики, поезда, корабли, самолеты, монорельсовые дороги, трамваи.

### Виды транспорта
- Грузовик. Перемещается по дорогам, перевозит небольшое число груза (кроме пассажиров), дешев, прибыли приносит немного, в качестве конечных точек маршрута используются остановки для грузовиков.
- Автобус. Перемещается по дорогам, перевозит небольшое число пассажиров, дешев, прибыли приносит немного, в качестве конечных точек маршрута используются автобусные остановки.
- Трамвай. Перемещается по рельсам, перевозит небольшое число пассажиров, дешев, прибыли приносит немного, в качестве конечных точек маршрута используются трамвайные остановки.
- Поезд. Перемещается по рельсам, может перевозить самое большое количество груза и пассажиров, имеет среднюю цену, приносит самую большую прибыль, в качестве конечных точек маршрута используются вокзалы.
- Самолёт. Перемещается по воздуху; вместимость зависит от модели; самый дорогой по цене, приносит среднюю прибыль, в качестве конечных точек маршрута используются аэропорты.
- Корабль. Перемещается по воде, перевозит большое число груза, не очень дорог, приносит среднюю прибыль, в качестве конечных точек маршрута используются доки.
- Монорельс. Перемещается по магнитным рельсам, у него скорость до 160 км/ч, а у маглева до 400 км/ч.

### Виды грузов
В игре есть несколько видов грузов (наиболее выгодным является перевозка пассажиров). В отличие от Transport Tycoon для разных типов грузов используются различные транспортные средства. Грузы подразделяются на несколько групп (сыпучие грузы, штучные товары и т. д.). Вот некоторые виды грузов:
- Пассажиры
- Почта
- Уголь
- Железная руда
- Сталь
- Автомобили
- Нефть
- Газ
- Пластик
- Книги
- Бумага
- Дерево
- Доски
- Мебель
- Зерно
- Молоко
- Мука
- Рыба
- Хлопок
- Одежда
- Консервы
- Скот
- Песок

## Настройка
Для запуска игры требуются исполняемый файл Simutrans и пакет графики, который содержит объекты игры. В течение нескольких лет было создано множество наборов графики.
Игра Simutrans может быть легко расширена и изменена. Простые изменения можно сделать отредактировав конфигурационный файл. Поскольку объекты в игре состоят из простого изображения и файла с кратким описанием, то очень легко добавлять в игру дома, поезда и другие объекты. Игрок также может добавить собственную карту или список городов.

## Критика
Американский сайт GameDaily считает Simutrans одной из лучших бесплатных игр, подчеркивая логическую систему маршрутизации пассажиров и грузов к месту назначения, достойных противников, поддержку пользовательского набора правил. Тем не менее, игра была подвергнута критике за не всегда правильный поиск путей для транспортных средств, особенно когда есть альтернативные маршруты.